# 益富村
益富村（ますとみむら）は、かつて愛知県西加茂郡にあった村。
現在の豊田市の一部（古瀬間・志賀町・大見町など）に該当する。

## 歴史
- 1874年（明治7年） - 大見村が西大見村に改称する。
- 1889年（明治22年）10月1日 - 飛泉村、古瀬間村、西大見村、南古瀬間村が合併し、益富村が発足。
- 1906年（明治39年）7月1日 - 野見村、寺部村、渋川村、上野山村、市木村、平井村、四谷村[1]が合併し、高橋村が発足。同日益富村は廃止。

## 地名の由来
合併に際して、益々村が富み栄えるようにとの願いを込めて命名されたと伝わっている。